# Втора скопска дружина
Втора скопска дружина е военна част от Македоно-одринското опълчение. Формирана е на 1 октомври 1912 година в София. Личният ѝ състав включва 1079 души офицери, подофицери и опълченци, организирани от подпоручик Иван Минков. Те са главно от Кривопаланечкото, Кратовското, Кумановското и Скопското благотворително братство. Дружината е разформирана на 20 септември 1913 година.

## Команден състав
- Командир на дружината: Капитан Иван Пожарлиев
- Адютант: Евтим Андонов
- 1-ва рота: Подпоручик Стефан Белчев
- 2-ра рота: Подпоручик Иван Кокошаров
- 3-та рота: Подпоручик Димитър Маринков
- 4-та рота: Подпоручик Никола Пушкаров
- Младши офицери: Офицерски кандидат Асен Руменов
- Офицерски кандидат Михаил Каблешков
- Офицерски кандидат Атанас Дюлгеров
- Нестроева рота: Димитър Цонев
- Завеждащ прехраната: Иван Васков
- Ковчежник: Андрей Чернев
- Лекар: Михаил Литвинчук[1]

## Известни доброволци
- Боян Ачков
- Велко Мандарчев
- Владимир Илиев
- Гьоро Арсов
- Гроздан Рандев
- Димитър Болутов
- Димитър Граматиков
- Димитър Цонев
- Зафир Шаклев
- Лазар Мишев
- Милан Ангелов
- Никола Алексиев
- Тодор Яковов
- Тома Машаров
- Трифун Аджаларски
- Цветан Спасов